# Dorota Abramowicz
Dorota Abramowicz (sinh ngày 21 tháng 10 năm 1956 tại Gdańsk) là một nhà báo, nhà văn và tác giả của những cuốn sách khoa học nổi tiếng người Ba Lan.

## Hoạt động báo chí
Năm 1979, sau khi tốt nghiệp ngành nghiên cứu tiếng Ba Lan tại Đại học Gdańsk, bà bắt đầu làm việc trong tòa soạn của Wieczor Wybrzeża. Bà đã làm việc ở đây trong 22 năm. Năm 2001, bà gia nhập nhóm biên tập của tờ báo Dziennik Bałtycki. Là một nhà báo, bà thường viết về các vấn đề xã hội và chăm sóc sức khỏe. Những tác phẩm của bà cũng bao gồm các ấn phẩm đi sâu vào các vấn đề được độc giả quan tâm. Năm 2014, bà đã được trao Giải thưởng Piotr Różycki, giải thưởng được trao bởi tuần báo "Angora", cho cuộc phỏng vấn hay nhất trong năm được công bố trên báo chí địa phương. Vào năm 2016, trên cơ sở một cuộc phỏng vấn được thực hiện với Miriam Gołębiewska, một huấn luyện viên và nhà tâm lý học động vật, một cuốn sách hướng dẫn có tên "Szkoła na czterech łapach" (tạm dịch: Trường học trên bốn bàn chân) đã được xuất bản. Năm 2017, bà đã tiến hành các hội thảo dành cho người cao niên như một phần của dự án "Seniorzy w akcji" được thực hiện với sự tài trợ của Quỹ Tự do Ba Lan-Mỹ. Kể từ tháng 12 năm 2021, Dorota Abramowicz là thành viên của nhóm biên tập của tuần báo mới thành lập "Always Pomerania". Ngày 2 tháng 4 năm 2022, bà đã được vinh danh với huy hiệu "Người bạn của người tự kỷ" cho các hoạt động đặc biệt vì lợi ích của người mắc chứng tự kỷ. Buổi lễ trao giải diễn ra tại Trung tâm Đoàn kết Châu Âu ở Gdańsk.

## Tác phẩm văn học
Ngoài hoạt động báo chí, Dorota Abramowicz cũng tham gia vào các công việc văn học. Năm 2006, bà đã xuất bản một cuốn tiểu thuyết dành cho trẻ em có tên "Guzik czasu" (tạm dịch: Nút thắt thời gian). Năm 2010, cuốn sách "Legendy Pomorza i Kaszu" (tạm dịch: Truyền thuyết về Pomerania và Kashubia) đã được xuất bản ở Katowice bởi nhà xuất bản "Kos" . Vào năm 2018, Bảo tàng Thành phố Gdynia đã xuất bản một tác phẩm dành cho trẻ em của D. Abramowicz có tựa đề "„Gdyńskie wędrówki kota Antoniego" bao gồm lịch sử của thành phố, từ làng chài đến đô thị hiện đại. Trong cùng năm đó, cuốn sách này đã được dịch sang tiếng Anh.

## Ấn phẩm chọn lọc
- Guzik czasu (2006);
- Legendy Pomorza i Kaszub (2010);
- Największe Tajemnice Gdyni (2015);[12]
- Szkoła na czterech łapach (2016);
- Gdyńskie wędrówki kota Antoniego (2018).